# Peter Firth
Peter Macintosh Firth (ur. 27 października 1953 w Bradford) – brytyjski aktor filmowy i telewizyjny. Za rolę Alana Stranga w filmie Sidneya Lumeta Jeździec (1977) został uhonorowany nagrodą Złotego Globu, a także otrzymał nominację do Oscara.
Nie jest w żaden sposób spokrewniony z Colinem Firthem.

## Filmografia

### Filmy
- 1972: Brat Słońce, siostra Księżyc
- 1977: Jeździec jako Alan Strang
- 1979: Tess jako Angel Clare
- 1989: Więzień Rio jako Clive Ingram
- 1990: Polowanie na Czerwony Październik jako Ivan Putin, oficer polityczny
- 1995: Nieprawdopodobna historia jako Bunny
- 2005: Najwspanialsza gra w dziejach jako Lord Northcliffe

### Seriale
- 1992: Kroniki młodego Indiany Jonesa jako Stefan
- 2000: Żarty na bok jako dr Victor Leski
- 2002–2011 Tajniacy jako Harry Pearce
- 2013: Mayday jako Malcolm Spicer
- 2016: Wiktoria jako książę Cumberland